# Nimmitabel
Nimmitabel är en ort i Australien. Den ligger i kommunen Snowy Monaro och delstaten New South Wales, i den sydöstra delen av landet, omkring 340 kilometer sydväst om delstatshuvudstaden Sydney. Antalet invånare är 237.
Runt Nimmitabel är det mycket glesbefolkat, med 2 invånare per kvadratkilometer.. Det finns inga andra samhällen i närheten.
Trakten runt Nimmitabel består i huvudsak av gräsmarker. Genomsnittlig årsnederbörd är 1 125 millimeter. Den regnigaste månaden är juni, med i genomsnitt 161 mm nederbörd, och den torraste är juli, med 20 mm nederbörd.